# وسونت
وسونت (به لاتین: Vassaunet) یک منطقهٔ مسکونی در نروژ است که در استاینکیر واقع شده‌است.

## خصوصیات
وسونت ۱۳۳ متر بالاتر از سطح دریا واقع شده‌است.